# Kari Nordheim-Larsen
Kari Nordheim-Larsen (* 23. Juni 1948 in Nome) ist eine norwegische Politikerin der Arbeiderpartiet (Ap). Sie war von 1992 bis 1997 die Entwicklungsministerin ihres Landes.

## Ausbildung und Beruf
Nordheim-Larsen war von 1969 bis 1973 als Sekretärin beschäftigt, bevor sie als Lehrerin zu arbeiten begann. In der Zeit von 1986 bis 1987 war sie Projektleiterin für eine Initiative der Provinz Telemark, die Nachrichten besser für Blinde zugänglich machen sollte. Zugleich war sie Projektleiterin für die Ausarbeitung des Kinder- und Jugendplanes der Kommune Porsgrunn. 

## Politischer Werdegang
Zwischen 1979 und 1990 war Nordheim-Larsen Stadträtin in Skien. Zugleich war sie Mitglied im Fylkesting von Telemark. Dabei war sie ab 1983 stellvertretender Fylkesordfører. Am 4. September 1992 wurde sie zur Entwicklungsministerin im norwegischen Außenministerium ernannt. Sie übte das Amt sowohl in der Regierung Brundtland III wie auch in der Regierung Jagland bis zu deren Ende am 17. Oktober 1997 aus. In der Zeit zwischen 24. Dezember 1993 und 5. April 1994 war sie zudem vertretungsweise Kinder- und Familienministerin, als die eigentliche Ministerin Grete Berget in Mutterschutz war.
Zwischen 1998 und 2002 war Nordheim-Larsen als Leiterin des UN-Entwicklungsprogramms in Laos tätig. Von 2004 bis 2006 war sie sogenannter Rådmann, also Verwaltungschefin, der Kommune Hol. 2006 trat sie die Stelle als Fylkesmann von Telemark an und behielt dieses Amt bis 2018.